# Juxtapoz
Juxtapoz Art & Culture Magazine est un magazine culturel mensuel créé en 1994 par un groupe d'artistes et de collectionneurs d'art pour aider à définir et mettre en exergue l'art alternatif urbain et l'art contemporain underground.

## Historique
Juxtapoz est créé en 1994 par un groupe d'artistes et de collectionneurs d'art comprenant Robert Williams, Fausto Vitello, C.R. Stecyk III (alias Craig Stecyk), Greg Escalante et Eric Swenson. Les créateurs s'appuient sur la High Speed Productions, la même société qui publie le magazine de skateboard Thrasher, un magazine sur le skateboard de San Francisco. 
Ce périodique se donne pour mission de relier des genres modernes comme l'art psychédélique, le graffiti, le street art et l'illustration, au contexte de genres d'art plus larges et historiquement reconnus comme le Pop art, l'assemblage, la peinture ancienne et l'art conceptuel. Juxtapoz adopte l’esprit de la culture pop de la Californie du Sud et une certaine liberté par rapport aux conventions du monde de l'art « établi » de New York. La galerie Ferus, dirigée par Walter Hopps et Irving Blum dans les années 1950 et 1960, est l'ultime pierre de touche culturelle du magazine.
À l'origine, Juxtapoz reflétait la sensibilité propre à la Kustom Kulture de Robert Williams - une combinaison de surréalisme pop californien à la Ed Roth (que certains considèrent comme synonyme d'art de bas étage et d'autres comme un genre à part entière) et d'artisanat figuratif sérieux que l'on trouve plus souvent chez les illustrateurs que chez les artistes.
Juxtapoz a élargi sa gamme au début des années 2000 pour couvrir d'autres styles et sous-genres naissants de l'art underground. Parmi les artistes qui ont été couverts par Juxtapoz figurent Kaws, Mark Ryden, Barry McGee, Tara McPherson, Camille Rose Garcia (en), Michael Pearce, Tom Sachs, etc.
En 2009, Juxtapoz avait la plus grande diffusion de tous les magazines d'art aux États-Unis, plus que ses homologues établis comme ARTnews, Art in America ou Artforum. La maison d’édition française Ankama a publié durant cette même année 2009 une anthologie de la revue Juxtapoz. Outre les abonnements imprimés qui offrent des images de couverture différentes de celles de la version en kiosque, Juxtapoz est également disponible sous forme d'abonnement numérique en ligne.